# Anna Wodzyńska
Anna Wodzyńska (ur. 14 czerwca 1978) – polska aktorka filmowa, teatralna i dubbingowa. Jest aktorką Teatru Polskiego w Warszawie.

## Życiorys
Anna Wodzyńska ukończyła Państwowe Policealne Studium Wokalno-Aktorskie im. Danuty Baduszkowej w Gdyni. Zadebiutowała 4 czerwca 1999 r. w spektaklu Jesus Christ Superstar w reżyserii Macieja Korwina w Teatrze Muzycznym im. Danuty Baduszkowej w Gdyni. Współpracowała z warszawskimi teatrami: Rozmaitości, Komedia, Bajka, Nowym i 6. Piętro, Och-Teatrem, Mazowieckim Teatrem Muzycznym Operetka oraz Teatrem Polskim w Poznaniu  i z Instytutem Teatralnym im. Zbigniewa Raszewskiego. Występowała także z zespołem Laura Palmer Cover Story, z którym zagrała koncert w 20214 i 2015 r. na Malta Festival Poznań. Od wielu lat związana jest z Chórem Kobiet – nowoczesnej formy teatru chórowego, w której zespół tworzą 25 kobiety w różnym wieku i różnych zawodów. Spektakle Chóru Kobiet były prezentowane na festiwalach teatralnych m.in. w Czechach, Niemczech, Francji, Szwajcarii, Japonii, Irlandii i na Ukrainie.  

## Filmografia

### Filmy
- 2008: To nie tak, jak myślisz, kotku
- 2008: Senność jako mama dziewczynki
- 2006: Terapia
- 2004: Aryjska para jako członek rodziny Krauzenberga

### Seriale
- 2008: Barwy szczęścia jako sekretarka dyrektorki liceum
- 2008: Pierwsza miłość jako Karina Mejer, asystentka Wiktora Nachorskiego
- 2007: Magda M. jako klientka Magdy
- 2006: Kryminalni jako pracownica / dziewczyna „Kinola”
- 2006: Na Wspólnej jako ekspedientka

### Dubbing
- 1949: Legenda o Sennej Dolinie (dubbing z 2017 roku)
- 1949: O czym szumią wierzby (dubbing z 2017 roku)
- 1950: Kopciuszek (dubbing z 2012 roku)
- 1983: Kaczor Donald przedstawia – matka George’a (odc. 3c; druga wersja dubbingu)
- 1991: Były sobie Ameryki – Felipa (odc. 7)
- 1996: Muppety na Wyspie Skarbów
- 1998: Miasteczko Halloween
- 1999: SpongeBob Kanciastoporty – mama małej pomarańczowej rybki (odc. 59)
- 2001: Miasteczko Halloween II: Zemsta Kalabara
- 2001: Przygody Timmy’ego – głos komputera NegaTimmy’ego (odc. 60a)
- 2002: Zostać koszykarką
- 2003: Cheetah Girls − fryzjerka
- 2005: Dwiedźmy
- 2005: Doraemon – Mizue Kaminari (odc. 10a)
- 2005–2006: Krypto superpies –
  - komputer na statku Krypta (odc. 27b),
  - naukowiec #2 (odc. 31a)
- 2005–2008: Zoey 101 – Debra (odc. 11)
- 2006: Dziewczyny Cheetah 2
- 2007: Arka Noego – Zebra
- 2007: Księżniczki Disneya: Czarodziejskie opowieści – Sharma
- 2007: Magiczny duet 2
- 2007–2010: Chowder – policjantka (odc. 6b)
- 2007: Czarodzieje z Waverly Place – Alex Russo
- 2007–2015: Fineasz i Ferb –
  - dziewczyna na imprezie #2 (odc. 62b),
  - Jenny (odc. 62b)
- 2007: Zagroda według Otisa – Vet (odc. 9b)
- 2008: Nieidealna
- 2008–2011: Niezwykłe przygody wróżek
- 2008: Słoneczna Sonny − Selena Gomez (odc. 13)
- 2008: Suite Life: Nie ma to jak statek – Alex Russo (odc. 20)
- 2008: Barbie przedstawia Calineczkę – Emma
- 2008: Barbie i diamentowy pałac – Fedra
- 2008: Dzwoneczek
- 2008: Madagaskar 2
- 2008: Wyprawa na Księżyc – Katie
- 2009: Bakugan: Młodzi wojownicy – Najeźdźcy z Gundalii –
  - Królowa Serena (odc. 7, 14–15, 19–21, 23, 25–26, 29, 35–36, 38–39),
  - Taylor (odc. 8–9),
  - jedna z pary dziewczyn wyzywających chłopaków (odc. 9)
- 2009: Jake i Blake – Alex Einstein
- 2009: Sally Bollywood – pani Smith
- 2009: Czarodzieje z Waverly Place: Film – Alex Russo
- 2009–2012: Zeke i Luther –
  - Rhonda Porchnik (odc. 52),
  - Monica Lopez (odc. 61)
- 2010: Angelo rządzi – Amy (odc. 92b)
- 2010: Mr Young –
  - Molly (odc. 39),
  - Victoria Duffield (odc. 52),
  - gwary
- 2010–2015: My Little Pony: Przyjaźń to magia –
  - Żywy stos bordowych jabłek (odc. 27),
  - jedna z graczek gry w kręgle (odc. 32),
  - Aura (odc. 34),
  - Lemon Daze (odc. 34),
  - Kucyk z tłumu (odc. 34),
  - Komentatorka wyścigów (odc. 35),
  - Daisy (odc. 37),
  - Pielęgniarka o różowej maści (odc. 42),
  - Niebieska nastoletnia klacz (odc. 45),
  - Flitter (odc. 48),
  - Wild Fire (odc. 51),
  - Babs Seed (odc. 56, 61),
  - Lyra (odc. 100)
- 2010: Pokémon: Czerń i Biel: Ścieżki przeznaczenia –
  - Erina (odc. 3),
  - komentatorka Konkursu (odc. 5),
  - Linda (odc. 9),
  - staruszka (odc. 11),
  - Georgia (odc. 22–25, 33, 42–45)
- 2010–2018: Pora na przygodę! – Lizakowa Dziewczyna (odc. 132b)
- 2010: Pound Puppies: Psia paczka –
  - Ann (odc. 36),
  - Sarah (odc. 36),
  - Isabelle (odc. 51),
  - Uczennica (odc. 51),
  - Eve (odc. 52),
  - Cheryl (odc. 53),
  - Stephanie (odc. 54),
  - Emily (odc. 57)
- 2010–2015: Straszyceum –
  - Skelita Calaveras (Szkieleta Calaveras) (odc. 119),
  - Gigi Grant (odc. 128, 147),
  - czarownice (odc. 150)
- 2010: Taniec rządzi –
  - Danielle (odc. 8),
  - Ricky Z (odc. 11),
  - Angie (odc. 16)
- 2010–2017: Zwyczajny serial –
  - sędzia (odc. 201),
  - Celia (odc. 202),
  - Morales (odc. 204),
  - artystka (odc. 209),
  - pani fotograf (odc. 230)
- 2010: Brat zastępowy
- 2010: Szesnaście życzeń – koleżanka ze szkoły
- 2011: Barbie: Idealne święta – Holly Elf
- 2011: Barbie i sekret wróżek – Dekoratorka
- 2011: Jednostka przygotowawcza: aniołki kontra ancymony
- 2011: Muppety – Selena Gomez
- 2011: Wielkie zawody w Przystani Elfów
- 2011: Bąbelkowy świat gupików –
  - jedna z małych złotych rybek (odc. 30–40, 43–48, 52–53, 56–59, 66),
  - Ślimak-klientka (odc. 30)
- 2011: Kumple z dżungli – na ratunek – tukan Geraldine (odc. 21)
- 2011–2013: The Looney Tunes Show – sprzedawczyni (odc. 30)
- 2011: Maleńcy – Ela Maleńka
- 2011: Miś Muki – Kelly (odc. 24)
- 2011: Moja niania jest wampirem –
  - starsza pielęgniarka (odc. 5),
  - Heather (odc. 17),
  - pani Turner (odc. 20)
- 2011: Ninjago: Mistrzowie Spinjitzu – Cathy
- 2011–2013: Super ninja – Tiff (odc. 28)
- 2011–2013: Tess kontra chłopaki – Chelsea (odc. 24)
- 2011: Z innej beczki
- 2012–2014: Ben 10: Omniverse – Nyancy Chan (odc. 51)
- 2012: Blog na cztery łapy – Kelly Stewart (odc. 17)
- 2012: Avengers
- 2012–2018: Jeźdźcy smoków
- 2012: Klinika dla pluszaków – Rita (odc. 78)
- 2012: Lato w mieście –
  - sprzedawczyni (odc. 8),
  - Maayan (odc. 24–25),
  - Maya (odc. 27),
  - klientka w Milkshake'u (odc. 30),
  - kobieta stojąca w kolejce – numer 864 (odc. 35),
  - pokojówka
- 2012–2016: Littlest Pet Shop – Fluffy Lightning (odc. 97)
- 2012: Lego Friends
- 2012–2013: Marvin Marvin
- 2012: Transformers: Rescue Bots
- 2012: Wolfblood – Kara Waterman (serie I–II)
- 2013–2017: Anna i androidy – mama Anny (odc. 52)
- 2013–2018: Avengers: Zjednoczeni –
  - Meagan McLaren (odc. 42),
  - dziennikarka (odc. 105),
  - dziewczyna robiąca zdjęcie (odc. 109),
  - jedna z Dora Milaje (odc. 109)
- 2013: Denny obóz – jedna z dziewczynek (odc. 5)
- 2013–2014: Horronin – pani Waverly
- 2013: Jej Wysokość Zosia –
  - uczennica #1,
  - skostniałe duchy,
  - duchy na gali,
  - gość na przyjęciu,
  - czarownicy,
  - studenci,
  - goście,
  - tłum
- 2013: Justice League Action –
  - Vixen (odc. 17),
  - Faora (odc. 18)
- 2013: Legendy Chima
- 2013–2016: Pokémon seria: XY i Pokémon seria: XYZ − Bryony (odc. 1, 9–10, 39–40)
- 2013: Pszczółka Maja –
  - Beatrycze (seria II; wersja TVP),
  - Monika II (wersja TVP),
  - Pamela (wersja TVP)
- 2013: Sabrina, sekrety nastoletniej czarownicy – Amy
- 2013: Steven Universe – Jane (odc. 91)
- 2013: Strange Hill High –
  - pani Grackle,
  - Grackloza (odc. 4),
  - Samia,
  - gwary
- 2014–2020: BoJack Horseman –
  - Tilda Madison (odc. 40),
  - Felicity Huffman (odc. 42, 44),
  - Edubot (odc. 45)
- 2014: Doktor Jaciejakiegacie –
  - Liz,
  - różne głosy
- 2014: Lolirock
- 2014: Misja Lanfeusta – różne głosy
- 2014: Niebezpieczny Henryk – mama Henryka
- 2014: Robin Hood – Draka w Sherwood – Matylda (odc. 4, 13, 18, 47, 49)
- 2014–2017: Sonic Boom
- 2014: Szczeżujski – głos z głośnika symulatora (odc. 2b)
- 2014: To nie ja – dziennikarka (odc. 6)
- 2014–2016: Warzywne opowieści – w domu
- 2014: Yo-kai Watch – Spoilerina (odc. 39bc)
- 2014: My Little Pony: Equestria Girls: Rainbow Rocks – Octavia Melody
- 2014: Czarownica
- 2014: Dzwoneczek i tajemnica piratów
- 2014: Kapitan Ameryka: Zimowy żołnierz
- 2014: Lepszy model
- 2014: Listonosz Pat i wielki świat
- 2014: Monster High: Upiorne połączenie – Gigi Grant
- 2014: Muppety: Poza prawem
- 2014: Scooby Doo: WrestleMania – Tajemnica ringu
- 2014: Wielka szóstka – Policjantka
- 2015: Adam i jego klony – pani Baker
- 2015: Ant-Man
- 2015: Avengers: Czas Ultrona
- 2015: Barbie: Rockowa księżniczka – gwary
- 2015: Barbie: Tajne agentki – Gwary i epizody
- 2015: Kraina jutra
- 2015: Monster High: Boo York, Boo York – Lagoona Blue
- 2015: Monster High: Szkoła duchów
- 2015: My Little Pony: Equestria Girls: Igrzyska Przyjaźni – Lyra (klipy promocyjne)
- 2015–2018: Dinotrux – Śmigtop (odc. 40)
- 2015–2018: Dragon Ball Super –
  - Caulifla (odc. 88–89, 92–93, 96–97, 100–101, 104, 109, 111–116, 118, 131),
  - Kefla (odc. 114–117)
- 2015: Dzień, w którym Heniś poznał... –
  - baletka #1 (odc. 65),
  - trofeum za gimnastykę (odc. 67)
- 2015: Game Shakers. Jak wydać grę? – masażystka (odc. 43)
- 2015: Głębia – Agnes De-Krester (odc. 9)
- 2015–2016: Jestem Franky – Margarita Montero, mama Christiana
- 2015–2018: Kornisz i Fistach – matka dziecka (odc. 10b)
- 2015–2017: Krudowie – u zarania dziejów
- 2015: Między nami, misiami –
  - straganiarka (odc. 5),
  - dzieci (odc. 11)
  - fanki Jareda (odc. 11),
  - Amy (odc. 12),
  - jedna z dziewczyn w bibliotece (odc. 46),
  - ekspedientka (odc. 68),
  - Amanda (odc. 72),
  - Jana (odc. 74),
  - jedna ze studentek (odc. 75),
  - Sofia (odc. 109),
  - matka z wózkiem (odc. 115),
  - pracowniczka parku proponująca zakup zdjęcia (odc. S4)
- 2015: Miraculum: Biedronka i Czarny Kot – Clara Contard (odc. 39)
- 2015: Nie ma jak w rodzinie – Gwary i epizody (seria 3)
- 2015–2017: Pan Peabody i Sherman Show – Liliuokalani (odc. 52)
- 2015: Projekt Mc² (druga wersja)
- 2015–2017: Przygody Kota w butach –
  - Zapata (odc. 57),
  - Señora Igualdemontijo (odc. 66, 74)
- 2015: Lego Star Wars: Opowieści droidów – gwary (odc. 1)
- 2015–2019: Strażnicy Galaktyki – Arokine (odc. 30)
- 2015–2017: Wyluzuj, Scooby Doo! –
  - mama (odc. 49),
  - pani ochroniarz (odc. 50)
- 2016: Atomowy Pacyn – Pauline Bell
- 2016: Atomówki
- 2016: Bystry Bill – mama Bystrego Billa
- 2016: Doktor Strange
- 2016: Harmidom –
  - Hala Harmidomska,
  - kobieta obchodząca 25 rocznicę ślubu (odc. 63b),
  - Ada (odc. 77a)
- 2016: Kong: Król małp
- 2016: Lego Friends: Moc przyjaźni – Ciocia Sophie
- 2016: Łotr 1. Gwiezdne wojny – historie – Niebieski 3
- 2016: Barbie: Gwiezdna przygoda – Gwary i epizody
- 2016: Gdzie jest Dory?
- 2016: Monster High – Podwodna straszyprzygoda –
  - Mruczyfona,
  - gwary i epizody
- 2016: Tini: Nowe życie Violetty
- 2016: Wojownicze żółwie ninja: Wyjście z cienia
- 2016: Zwierzogród – Gazella
- 2016–2018: Łowcy trolli –
  - Leonora Janneth (odc. 29),
  - Ofelia Nuñez (odc. 33, 36, 45–47, 52),
  - mama Elisia (odc. 35),
  - członkini trybunału trolli (odc. 38–39),
  - głos kobiety z filmu „Dom grozy” (odc. 43),
  - jedna z Quagawumpów (odc. 49)
- 2016: Monster Trucks – Reporterka
- 2016: Overwatch – prezenterka (odc. 9)
- 2016: Panna Moon – pani McGuffle
- 2016: Prawo Milo Murphy’ego – siostra-bliźniaczka Brulee #2 (odc. 6a)
- 2016: Toon Marty –
  - Gryzeldemonka (odc. 21),
  - Pielęgniarka (odc. 22)
- 2016–2018: Voltron: Legendarny obrońca – Ryner (odc. 15)
- 2016: Witamy w Monster High
- 2017: Barbie: Dreamtopia
- 2017: Big Mouth –
  - Dziewczyna (odc. 17),
  - Maddie / Panna Amerykanka (odc. 18),
  - Sfinks (odc. 20)
- 2017: Bingo i Rolly w akcji – Babcia (odc. 22b)
- 2017: Furiki –
  - mama Andre,
  - Francine,
  - pani Papaja
- 2017: Legendy
- 2017–2018: Monster High: Przygody Drużyny Upiorków – Operetta (odc. 5, 10)
- 2017: Mustang: Duch wolności – pani Flores
- 2017: My Little Pony: Equestria Girls
- 2017–2018: Mysticons – Królowa Goodfey
- 2017: Paprika – mama
- 2017: Przygody Niebezpiecznego Henryka – mama Henryka (odc. 6b)
- 2017: Raven na chacie – Gloria (odc. 20)
- 2017: Spider-Man – dziewczyna z Wake Rider (odc. 30)
- 2017: Stretch Armstrong i Flex Fighterzy
- 2017: Trulli Tales: opowieści ze smakiem – pani Makaroni
- 2017: Wielka szóstka: Serial – Momakase (odc. 10, 16, 23–25, 27)
- 2017: Wishfart
- 2017: Zaplątani: Serial
- 2017: Alex i spółka: Jak dorosnąć pod okiem rodziców – Sara, mama Nicole
- 2017: Biblioteka pana Lemoncello – Charlotta
- 2017: Co wiecie o swoich dziadkach?
- 2017: Gang Wiewióra 2
- 2017: Gwiezdne wojny: Ostatni Jedi
- 2017: Lego Batman: Film
- 2017: Lego Ninjago: Film
- 2017: Mała Wielka Stopa
- 2017: Następcy 2
- 2017: Piękna i Bestia
- 2017: Piraci z Karaibów: Zemsta Salazara
- 2017: Smerfy: Poszukiwacze zaginionej wioski
- 2017: Stateczek Eliasz – Kropka
- 2017: Tedi i mapa skarbów
- 2017: Thor: Ragnarok
- 2017: Twój Vincent – gwary i epizody
- 2017: Tycia Gwiazdka – mama Barkley
- 2017: Zombillenium – Miranda
- 2018–2019: 3 nie z tej ziemi: Opowieści z Arkadii – Zeron Omega (odc. 2–5, 7–8, 10–11)
- 2018: Alexa i Katie –
  - Pani Rogers (odc. 5, 7),
  - Zoe (odc. 10)
- 2018: Bakugan: Battle Planet – mama Lii
- 2018: Coop i Cami pytają świat – Karen (odc. 7, 17)
- 2018: Craig znad potoku –
  - Stacie (odc. 12),
  - dziewczyna z kanału (odc. 14)
- 2018: DC Super Hero Girls – Jessica „Jess” Cruz / Green Lantern
- 2018: Detektywi z domku na drzewie
- 2018: Ernest i Rebeka – Nadine
- 2018: Greenowie w wielkim mieście – Nancy Green
- 2018: Hilda
- 2018: Książę Peorii –
  - Dziewczyna na biwaku (odc. 2),
  - Kobieta na nagraniu (odc. 5),
  - Dziewczyna na Bakshalu (odc. 5)
- 2018: Lego DC Super-Villains – Obywatelki
- 2018: Lego Friends: Przyjaciółki na misji
- 2018: Luna Petunia: Powrót do Zachwytlandii – Królowa Krista
- 2018: Mali agenci: Kluczowa misja –
  - Glendora Wytwornowska (odc. 11, 17),
  - dodatkowe głosy (odc. 11–20)
- 2018: Mała lama –
  - Roland,
  - Gustaw Gnu
- 2018: The A List – Mags
- 2018: Pszczółka Maja: Miodowe igrzyska – Cześka
- 2018: Ralph Demolka w internecie – jedna ze spikerek w internecie
- 2018: Gnomeo i Julia. Tajemnica zaginionych krasnali
- 2018: Han Solo: Gwiezdne wojny – historie
- 2018: Iniemamocni 2
- 2018: Krzysiu, gdzie jesteś?
- 2018: Mała Stopa
- 2018: Maria Magdalena
- 2018: Mary Poppins powraca
- 2018: Młodzi Tytani: Akcja! Film
- 2018: Mowgli: Legenda dżungli
- 2018: Nowa generacja
- 2018: Pułapka czasu
- 2019: AwanturNick –
  - Kobieta #2 (odc. 1),
  - Kobieta #3 (odc. 2),
  - Przewodnicząca klubu francuskiego (odc. 4),
  - Tłum (odc. 4),
  - Uczniowie (odc. 4),
  - Kobieta (odc. 5)
- 2019: Miłość, śmierć i roboty – Komputer (odc. 13)
- 2019: Mocny Mike – Laura
- 2020: Zwariowane melodie: Kreskówki – Świnka Petunia (odc. 30a, 48a, 60b, 62a, 71c)
- 2022: Królik Bugs: nowe konstrukcje – Świnka Petunia (odc. 2)

### Gry
- 2014: Hearthstone – Maiev Pieśń Cienia
- 2016: Overwatch – Ashe
- 2018: Lego Iniemamocni –
  - Jayne Johnson,
  - Mechanik,
  - Projektantka mody,
  - różne głosy
- 2018: Spider-Man – Rose Rosemann (jedna kwestia)
- 2020: Cyberpunk 2077 – Lizzy Wizzy

### Słuchowiska
- 2015: Alchemik (druga wersja)
- 2016–2017: Biblia Audio. Superprodukcja
- 2016: Lśnienie – Dziewczyna
- 2016: Powstanie Warszawskie. Wędrówka po walczącym mieście
- 2018: Dary bogów
- 2018–2019: Filary Ziemi
- 2018: Gwiezdne wojny: Ruch oporu
- 2018: Seksmisja